# 第4回NHK紅白歌合戦
『第4回NHK紅白歌合戦』（だい4かいエヌエイチケイこうはくうたがっせん）は、1953年（昭和28年）12月31日に日本劇場で行われた、通算4回目のNHK紅白歌合戦。21時15分 - 22時45分にNHKで生放送された。

## 概要
この年2月1日よりNHK東京テレビジョンが本放送を開始したことから、ラジオに加えてテレビでも放送を開始する。また、この年から毎年大晦日の開催で固定化し、定期的に開催される目途がついたことから回次も振られるようになった。

## 出演者

### 司会者
- 紅組司会：水の江瀧子 - 女優。『ジェスチャー』紅組キャプテン。
- 白組司会：高橋圭三 - NHKアナウンサー。
- 総合司会：北出清五郎 - NHKアナウンサー。

水の江は紅白歌合戦の前身である『紅白音楽試合』（1945年12月31日放送）で紅組司会を務めており、8年ぶりの「復帰」となった。

### 出場歌手
初出場、      返り咲き。
| 紅組         | 紅組 | 紅組                         | 白組           | 白組 | 白組                   |
| 歌手         | 回   | 曲                           | 歌手           | 回   | 曲                     |
| ------------ | ---- | ---------------------------- | -------------- | ---- | ---------------------- |
| 赤坂小梅     | 2    | おてもやん                   | 伊藤久男       | 3    | 君いとしき人よ         |
| 淡谷のり子   | 初   | アデュー                     | 宇都美清       | 2    | 丘は花ざかり           |
| 池真理子     | 3    | 星降る渚                     | 笈田敏夫       | 初   | ばら色の人生           |
| 江利チエミ   | 初   | ガイ・イズ・ア・ガイ         | 近江俊郎       | 3    | 別れの磯千鳥           |
| 織井茂子     | 初   | 君の名は                     | 岡本敦郎       | 3    | 白い花の咲く頃         |
| 神楽坂はん子 | 初   | こんな私ぢゃなかったに       | 小畑実         | 初   | ロンドンの街角で       |
| 笠置シヅ子   | 3    | 東京ブギウギ                 | 岸井明         | 初   | 洒落男                 |
| 菊池章子     | 3    | 星の流れに                   | 鈴木正夫       | 3    | 花笠音頭               |
| 小唄勝太郎   | 初   | 島の娘                       | 竹山逸郎       | 3    | 流れの船唄             |
| 三条町子     | 2    | 東京悲歌                     | 津村謙         | 3    | リルを探してくれないか |
| 三味線豊吉   | 初   | カモン・ナ・マイ・ハウス     | 鶴田六郎       | 4    | 港の恋唄               |
| 菅原都々子   | 3    | 佐渡ケ島悲歌                 | ディック・ミネ | 2    | 長崎エレジー           |
| 奈良光枝     | 2    | 赤い靴のタンゴ               | 灰田勝彦       | 2    | 東京の屋根の下         |
| 服部富子     | 初   | アリラン・ルムバ             | 浜口庫之助     | 3    | 国境の南               |
| 二葉あき子   | 4    | 別れても                     | 林伊佐緒       | 4    | 愛染草                 |
| 松島詩子     | 3    | マロニエの並木路             | 藤山一郎       | 4    | 岡は花ざかり           |
| 渡辺はま子   | 3    | あゝモンテンルパの夜は更けて | 真木不二夫     | 初   | 知らない町に雨がふる   |

前回の出場歌手の中より不選出となった歌手は以下。
- 紅組:暁テル子・荒井恵子・乙羽信子・久慈あさみ・月丘夢路・平野愛子
- 白組:霧島昇・高英男

### 審査員
- 春日由三 - NHKラジオ局長。審査委員長。
- 吉川義雄 - NHKテレビジョン局長。
- 川村専一 - 朝日新聞社学芸部長。
- 狩野近雄 - 毎日新聞社学芸部長。
- 河上英一 - 読売新聞社文化部次長。
- 笹本恭彦 - 産業経済新聞社文化部長。
- 明瀬裕 - 共同通信社特信文化部長。
- 池田太郎 - 東京新聞社文化部長。
- 牧定忠 - NHK音楽部長。

## 放送まで
過去3回の紅白はNHKスタジオで正月番組として開催していたが、人気番組となり、観覧希望も殺到するようになったため、テレビ放送開始に合わせてこの回から外部会場を借りて開催することとなる。しかし各会場は正月公演のためにすでに埋まっており、菊田一夫の伝手で日本劇場を抑えたが、日劇のスケジュールの都合で大晦日に開催することとなる。当時、大晦日に興行やコンサートを行う習慣はなく、さらに当日は昼過ぎから雪が降り出したにもかかわらず、日劇には観覧希望者で長蛇の列ができた。以後、紅白は大晦日の風物詩として定着することになる。

## 当日のステージ
- 映像と音声は現存せず、写真が現存する。理由はVTRはまだ世に出ておらず、生放送故に番組の資料保存など二の次だったためである。
- 今回におけるテレビでの本放送開始と同時に視覚的な演出も行われるようになり、選手宣誓や優勝旗の返還や授与が開始された[3]。
- 過去3回は正月公演のため出演を見送っていた戦前派の大物・淡谷のり子や当時の男性人気No.1歌手・小畑実も今回でようやく初出場した。
- 今回は上手が紅組、下手が白組となっていたが、翌年以降は逆向きになってこれが定着する。下手の白組側は北風が吹き込み、大変寒かったという。
- 当時の紅白では、予め用意されていたのは簡単な時間テーブル（予定表）と歌手の登場順のみで、司会者がどのように歌手を紹介するかはほとんどアドリブで行われていたと伝えられている。そのため、時間配分が予定よりも大幅に超過してしまい、本来のタイムテーブル通りに番組進行を行った場合、予定の放送時間内に全出場歌手の歌を紹介することができない恐れが生ずることが度々あった。このような場合に時間の調整を行うのは白組司会であるNHKアナウンサーの方であり、当時白組司会を務めていた高橋圭三は様々な策を講じて何とか番組終了まで漕ぎつけようと努めた。
  - 今回では、白組トリである藤山一郎に高橋が人差し指を指し「ワンコーラスで」と指示したという有名なエピソードが残っている。
  - また、曲のイントロが流れている最中に、司会者が歌手やそのときに披露する曲に関するコメントを語る、というもはや古典的ともいえる司会スタイルを行ったのも高橋が最初であり、これも本来は紅白での時間調整のための措置として止むを得ず行ったものである、と後年高橋は回顧している。当初はイントロにMCを被せることは楽曲の魅力や雰囲気を台無しにしてしまうとして、高橋がこのような司会スタイルを採ることに対し反発する歌手も多かったようであり、彼らの歌唱意欲を落さないような司会コメントを考え出すのに相当苦慮したという。
- NHKの公式資料によれば、淡谷のり子が初出場にして紅組トリを務めたとなっている。初出場でトリを務めたケースは第2回（1952年）以降では唯一の事例である。ただし、渡辺はま子が紅組トリを取ったとする有力説もあり、合田道人の著書では、渡辺を紅組トリとする説が採用されている（上述のとおり、放送音源が存在しないため真相は不明）[4]。
- 第4回目にして初めて紅組が勝利を納める。初めて敗北を喫した白組のメンバーは揃って「テレビは怖い。今回は（紅組女性軍の）衣装に負けた」と悔しがったという[5]。
- 今回以降、第14回（1963年）[注釈 1]を除き、エンディングは全出演者による「蛍の光」の大合唱となる。
- 今回使用したマイクロホンは、司会者用・歌手用共にRCA-77DタイプにNHKのロゴプレートを貼ったものと思われる。